# Ontario Hydro
Ontario Hydro était une société de la Couronne du gouvernement de l'Ontario fondée le 14 mai 1906, en vertu de la Power Commission Act. L'entreprise est constituée afin de construire des lignes de transport d'électricité afin d'approvisionner des réseaux électriques municipaux à partir de centrales hydroélectriques privées aménagées aux chutes du Niagara. En 1999, Ontario Hydro est dissoute par le gouvernement de Mike Harris pour être scindée en 5 entités dans le cadre d'une réforme du marché provincial de l'électricité. Avant 1974, elle s'appelle Hydro-Electric Power Commission of Ontario, que l'on peut traduire par « Commission hydroélectrique de l'Ontario ».
La société développe rapidement ses propres moyens de production en rachetant des centrales privées pour ensuite concevoir et construire ses propres centrales hydroélectriques. Après avoir développé la totalité du potentiel hydraulique de la province, Ontario Hydro ouvre une première centrale thermique au charbon dans les années 1960, puis des centrales nucléaires entre les années 1960 et 1990. Elle est l'une des plus grandes entreprises du secteur de l'électricité en Amérique du Nord durant les années 1990.

## Historique

### Au prix coûtant

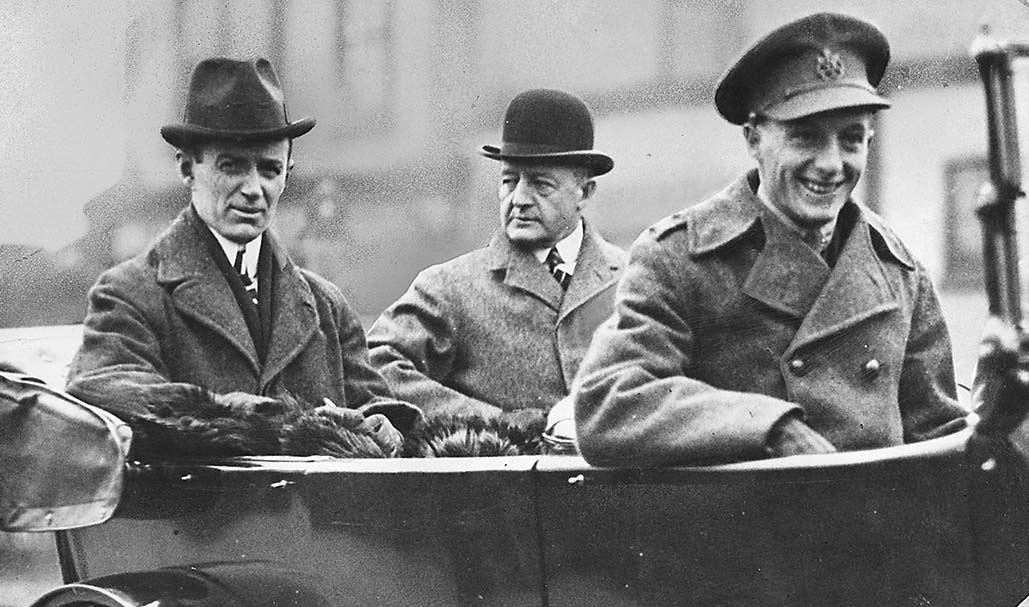
Sir Adam Beck (au centre), en compagnie du maire de Toronto, Thomas Langton Church.

Adam Beck est le premier président de la Commission hydroélectrique de l'Ontario. Ministre sans portefeuille dans le gouvernement de Sir James P. Whitney, Beck a fait de la création d'un réseau public de transport de l'électricité son principal cheval de bataille. En 1907, le conseil municipal de Toronto approuve le développement et la propriété publique de l'hydroélectricité, grâce aux efforts et au leadership d'un allié de Beck, William Peyton Hubbard.
Fils d'un esclave affranchi de la Virginie, Hubbard a été élu au conseil municipal de Toronto en 1894. Ensemble, Beck et Hubbard forment une équipe formidable, le premier préconisant un système public provincial alors que le second fait la promotion d'un système municipalisé.
Les premières lignes de transport de la commission commencent à alimenter les municipalités du sud-ouest de l'Ontario en 1910. Beck sera anobli en 1914 pour sa contribution à l'électrification de l'Ontario.
Dans les années 1920, la commission commence à produire et transporter l'énergie produite par ses installations lorsqu'elle reçoit du gouvernement le mandat d'électrifier les régions rurales.  En plus de construire ses propres installations, la société poursuit son programme d'acquisition des lignes de transport et des centrales des principaux acteurs privés de l'industrie, tout en alimentant des centaines de distributeurs autonomes, souvent des municipalités. En 1948, HEPCO convertit la majorité de son système de 25 à 60 Hz. Toutefois, la région de Fort Érié, au sud de Niagara Falls a continué à utiliser la fréquence de 25 Hz jusqu'en 1966, ce qui a permis à cette région d'être épargnée par la panne de courant nord-américaine de 1965.

### Croissance

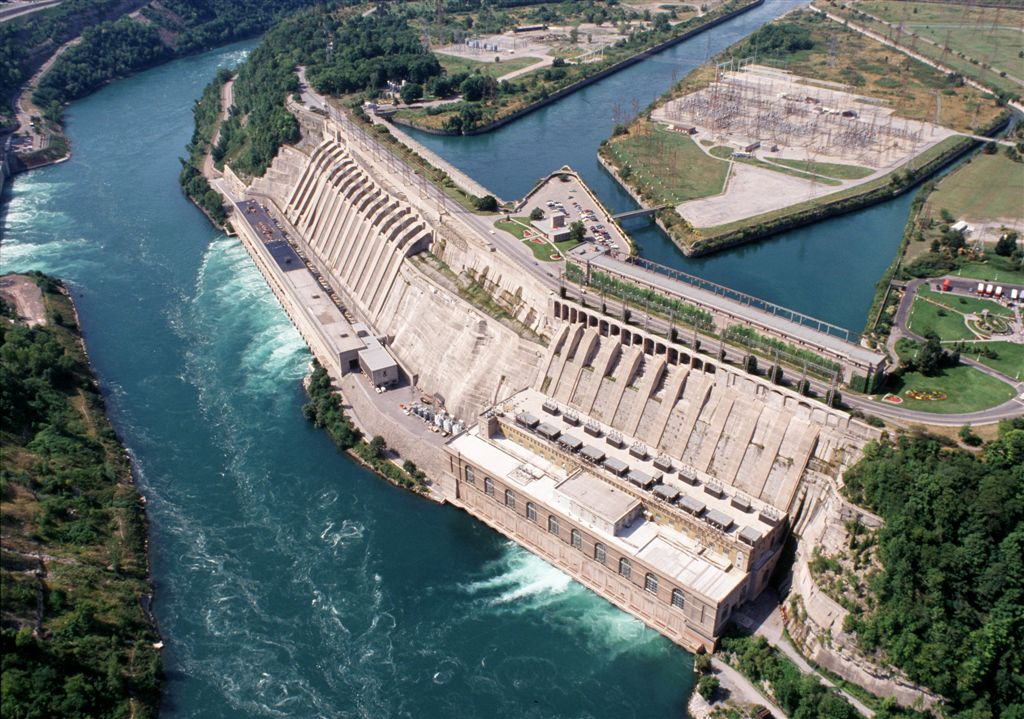
Le complexe hydroélectrique Sir Adam Beck à Niagara Falls.

Dans les années 1950, la Commission exploitait un réseau intégré à l'échelle provinciale. L'intégration complète du réseau, à l'exception de quelques réseaux autonomes isolés, sera terminée en 1970.
En 1953, Ontario Hydro commence à interconnecter son système avec ceux d'autres services publics, en débutant avec la ligne Keith-Waterman de 230 kV qui la relie à Detroit Edison, aux États-Unis. Peu après, d'autres interconnexions sont mises en place avec l'État de New York.
Dans les années 1960, Ontario Hydro met en service ses premières lignes à haute tension à 500 kV, qui sont conçues entre 1960 et 1967. Ces nouvelles lignes permettent de transmettre l'énergie des centrales hydroélectriques du nord de la province vers les marchés de consommation de Toronto, London et Ottawa. Le réseau sera étendu dans les années 1970 et 1980.
En raison de la croissance des besoins durant la période de l'après-guerre, Ontario Hydro continue d'augmenter sa production, en construisant plusieurs centrales hydroélectriques. Les premières centrales thermiques au charbon sont également construites pendant cette période. L'expansion de la production d'électricité au charbon se poursuit au cours des années 1960 et 1970, mais elle est rapidement surpassée par le développement d'un ambitieux programme nucléaire.
La Commission de l'énergie hydroélectrique de l'Ontario est officiellement renommée Ontario Hydro en 1974, un nom qui était consacré dans l'usage depuis quelque temps déjà.

### L'âge de l'atome

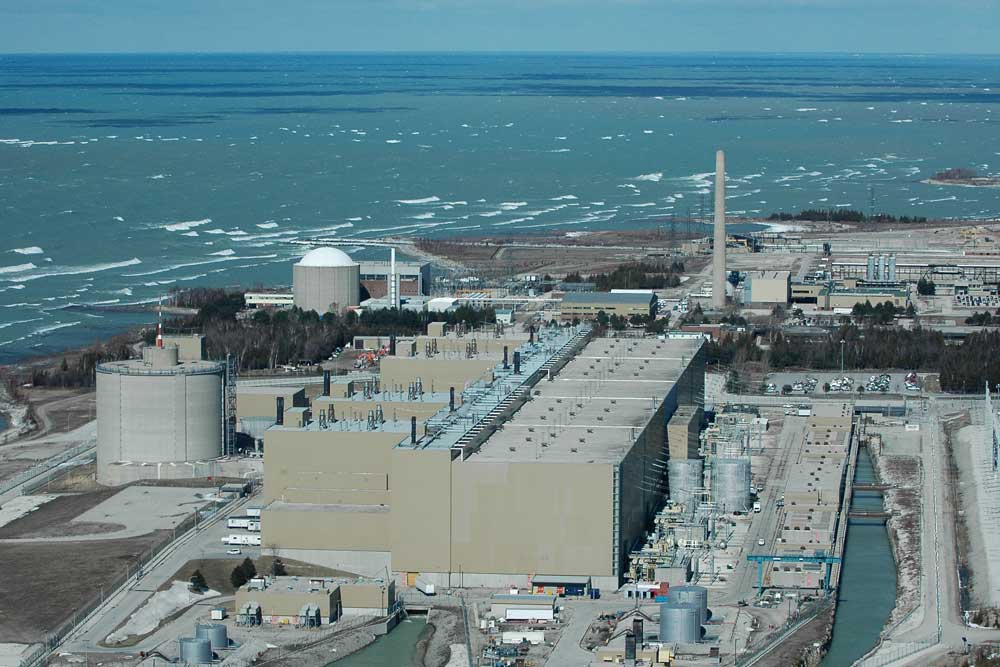
La centrale nucléaire de Bruce.

Dès la fin des années 1950, la société commence à s'impliquer dans le développement, la conception et la construction de réacteurs CANDU. Le premier réacteur commercial, la centrale de Douglas Point, sera mis en service en 1965.
S'amorce alors un programme massif de construction de centrales nucléaires, qui débute par la construction des quatre premiers réacteurs de la centrale nucléaire de Pickering, suivi par la centrale nucléaire de Bruce et d'un autre bloc de quatre réacteurs à Pickering. À la fin des années 1980, l'Ontario exploitait l'un des plus importants parcs de production nucléaire au monde.
La construction d'une troisième centrale nucléaire à Darlington, à une soixantaine de kilomètres à l'est de Toronto, sera par contre marquée par une série de délais et des dépassements de coûts substantiels. Le gouvernement de Bill Davis autorise la construction des quatre réacteurs qui devaient être complétés en 2003 pour la somme de 2,5 milliards de dollars. Les quatre centrales seront finalement mises en service entre 1989 et 1993 et leur coût total a augmenté à 14,4 milliards.

### La chute
Aux prises avec une dette dépassant les 20 milliards de dollars et des problèmes aux trois centrales nucléaires existantes, en raison de problèmes de conception à Darlington et d'une réduction des budgets accordés à la maintenance, la situation d'Ontario Hydro occupe une large place dans l'actualité politique ontarienne durant les années 1990.
Le gouvernement conservateur de Mike Harris fait adopter par l'Assemblée législative une libéralisation du marché de l'électricité en 1998. En avril 1999, Ontario Hydro est démantelée en cinq sociétés de la Couronne : Ontario Power Generation (OPG), responsable de la production d'électricité, Hydro One, responsable du transport et de la distribution dans les régions rurales, l'Independent Electricity Market Operator (IESO), le gestionnaire du marché libéralisé et du système de transport, l' Electric Safety Authority et l' Ontario Electricity Financial Corporation, responsable du paiement de la dette échue de la société.
La libéralisation complète du marché, qui devait entrer en vigueur à compter du 1er novembre 2000 a été reportée, puis annulée en raison de l'opposition du public, affolé par une poussée des prix durant l'été 2002.